# Blepisanis glabra
Blepisanis glabra är en skalbaggsart. Blepisanis glabra ingår i släktet Blepisanis och familjen långhorningar.

## Underarter
Arten delas in i följande underarter:
- B. g. rubrosternalis
- B. g. glabra